# Барон Клайдсмюар

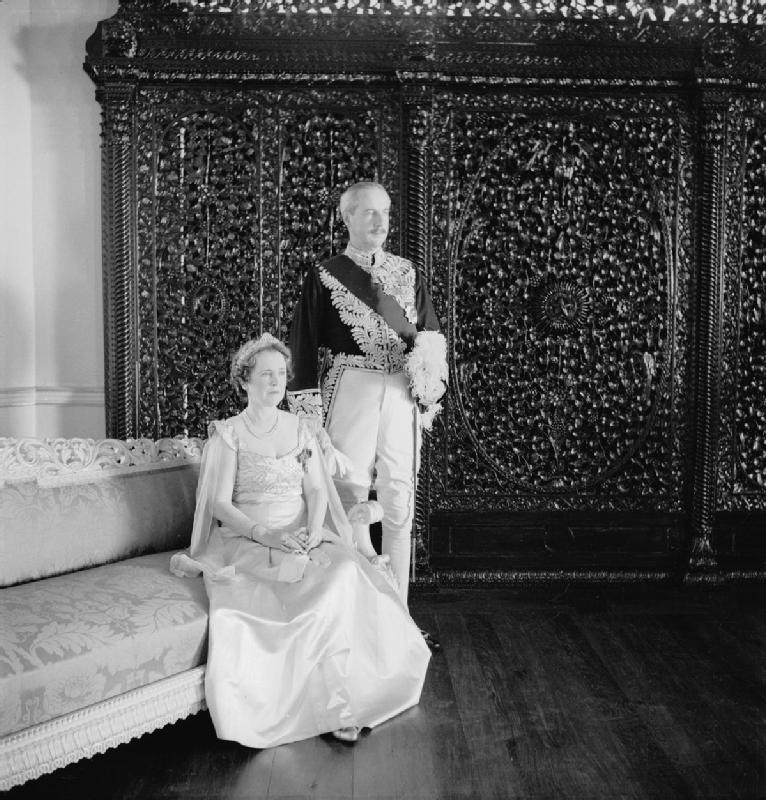
Дэвид Джон Колвилл, лорд Клайдсмюар (1894—1954), с леди Клайдсмюар, фото Сесил Битон

Барон Клайдсмюар из Брейдвуда в графстве Ланаркшир в Шотландии — наследственный титул в системе Пэрства Соединённого королевства. Он был создан 5 мая 1948 года для юнионистского политика Джона Колвилла (1894—1954). Он заседал в Палате общин от Мидлотиана и Северного Пиблсшира (1929—1943), занимал должности финансового секретаря казначейства (1936—1938), министра по делам Шотландии (1938—1940), губернатора Бомбея (1943—1947) и лорда-лейтенанта Ланаркшира (1952—1954). Его сын, 2-й барон Клайдсмюар (1917—1996), был председателем Банка Шотландии и лордом-лейтенантом Ланаркшира (1963—1992). 
По состоянию на 2024 год обладателем титула являлся сын последнего, Дэвид Рональд Колвилл, 3-й барон Клайдсмюар (род. 1949), который сменил своего отца в 1996 году.
Джон Колвилл (1852—1901), отец 1-го барона Клайдсмюара, был либеральным политиком и заседал в Палате общин от Северо-Восточного Ланаркшира (1895—1901).

## Бароны Клайдсмюар (1948)
- 1948—1954: Полковник Дэвид Джон Колвилл, 1-й барон Клайдсмюар (13 февраля 1894 — 31 октября 1954), сын политика Джона Колвилла (1852—1901)[1];
- 1954—1996: Подполковник Рональд Джон Билсланд Колвилл, 2-й барон Клайдсмюар (21 мая 1917 — 2 октября 1996), единственный сын предыдущего[2];
- 1996 — настоящее время: Дэвид Рональд Колвилл, 3-й барон Клайдсмюар (род. 8 апреля 1949), старший сын предыдущего[3];
  - Наследник титула: достопочтенный Ричард Дэвид Рональд Колвилл (род. 21 октября 1980), старший сын предыдущего[4].